# Marco Valencia Pacheco
Marco Antonio Valencia Pacheco (Camaná, 1 de agosto de 1971) es un exfutbolista y director técnico peruano. Jugaba como volante con llegada. Es hermano del también exfutbolista y entrenador Wilmar Valencia.

## Trayectoria
Se inició en Deportivo Camaná de su ciudad natal.

## Estadísticas

### Como futbolista
| Club                        | Temporada           | Liga  | Liga  | Copas Nacionales | Copas Nacionales | Copas Internacionales | Copas Internacionales | Total | Total |
| Club                        | Temporada           | Part. | Goles | Part.            | Goles            | Part.                 | Goles                 | Part. | Goles |
| --------------------------- | ------------------- | ----- | ----- | ---------------- | ---------------- | --------------------- | --------------------- | ----- | ----- |
| Alianza Lima · Perú         | 1990                | ?     | 2     | –                | –                | –                     | –                     | ?     | 2     |
| Alianza Lima · Perú         | 1991                | ?     | 3     | –                | –                | –                     | –                     | ?     | 3     |
| Alianza Lima · Perú         | 1992                | ?     | 5     | -                | -                | –                     | –                     | ?     | 5     |
| Alianza Lima · Perú         | 1993                | ?     | 8     | ?                | 0                | -                     | -                     | ?     | 8     |
| Alianza Lima · Perú         | 1994                | ?     | 11    | ?                | 0                | 6                     | 0                     | ?     | 11    |
| Alianza Lima · Perú         | Total               | 70    | 29    | ?                | 0                | 6                     | 0                     | 70    | 29    |
| Deportivo Sipesa · Perú     | 1995                | 41    | 5     | –                | –                | –                     | –                     | 41    | 5     |
| Deportivo Sipesa · Perú     | Total               | 41    | 5     | -                | -                | -                     | -                     | 41    | 5     |
| Alianza Lima · Perú         | 1996                | 30    | 11    | –                | –                | –                     | –                     | 30    | 11    |
| Alianza Lima · Perú         | 1997                | 17    | 0     | –                | –                | 6                     | 0                     | 23    | 0     |
| Alianza Lima · Perú         | Total               | 47    | 11    | -                | -                | 6                     | 0                     | 53    | 11    |
| FBC Melgar · Perú           | 1998                | 38    | 2     | –                | –                | –                     | –                     | 38    | 2     |
| FBC Melgar · Perú           | Total               | 38    | 2     | -                | -                | -                     | -                     | 38    | 2     |
| Sporting Cristal · Perú     | 1999                | 21    | 2     | –                | –                | 1                     | 0                     | 22    | 2     |
| Sporting Cristal · Perú     | Total               | 21    | 2     | -                | -                | 1                     | 0                     | 22    | 2     |
| Alianza Lima · Perú         | 2000                | 2     | 0     | –                | –                | -                     | -                     | 2     | 0     |
| Alianza Lima · Perú         | Total               | 2     | 0     | -                | -                | -                     | -                     | 2     | 0     |
| FBC Melgar · Perú           | 2000                | 16    | 4     | –                | –                | –                     | –                     | 16    | 4     |
| FBC Melgar · Perú           | 2001                | 34    | 3     | –                | –                | –                     | –                     | 34    | 3     |
| FBC Melgar · Perú           | 2002                | ?     | 4     | -                | -                | –                     | –                     | ?     | 4     |
| FBC Melgar · Perú           | 2003                | ?     | 0     | -                | -                | -                     | -                     | ?     | 0     |
| FBC Melgar · Perú           | Total               | 87    | 11    | -                | -                | -                     | -                     | 87    | 11    |
| Atlético Universidad · Perú | 2004                | 11    | 0     | –                | –                | -                     | -                     | 11    | 0     |
| Atlético Universidad · Perú | Total               | 11    | 0     | -                | -                | -                     | -                     | 11    | 0     |
| Total en su carrera         | Total en su carrera | 311   | 60    | ?                | 0                | 13                    | 0                     | 324   | 60    |

### Como entrenador
| Club       | País  | Año   | PJ | PG | PE | PP | GF | GC | Dif. | Rendimiento |
| ---------- | ----- | ----- | -- | -- | -- | -- | -- | -- | ---- | ----------- |
| FBC Melgar | Perú  | 2019  | 4  | 2  | 1  | 1  | 9  | 5  | +4   | 58.33 %     |
| FBC Melgar | Perú  | 2020  | 17 | 8  | 4  | 5  | 27 | 21 | +6   | 54.9 %      |
| FBC Melgar | Perú  | 2024  | 28 | 19 | 6  | 3  | 59 | 26 | +33  | 75 %        |
| Total      | Total | Total | 49 | 29 | 11 | 9  | 95 | 52 | +43  | 66.66 %     |

## Palmarés
| Título                      | Club         | País | Año  |
| --------------------------- | ------------ | ---- | ---- |
| Regional II - Metropolitano | Alianza Lima | Perú | 1990 |
| Torneo Apertura             | Alianza Lima | Perú | 1997 |
| Torneo Clausura             | Alianza Lima | Perú | 1997 |
| Primera División            | Alianza Lima | Perú | 1997 |